# المهدي
المَهدِيّ أو المهدي المُنتَظَر أو (الإمام الغائب عند الشيعة)، شخصية يؤمِن المسلمون بظهورها في الفترة الأخيرة من حياة البشر على الأرض أو ما يعرف إسلاميًا بـ«آخر الزمان»، ليكون هذا الشخص حاكمًا عادلًا وعظيمًا لدرجة أنه سينهي الظلم والفساد على وجه الأرض، وينشر العدل والإسلام الصحيح ويحارب وينتصر على أعداء الإسلام وأبرزهم «اليهود».

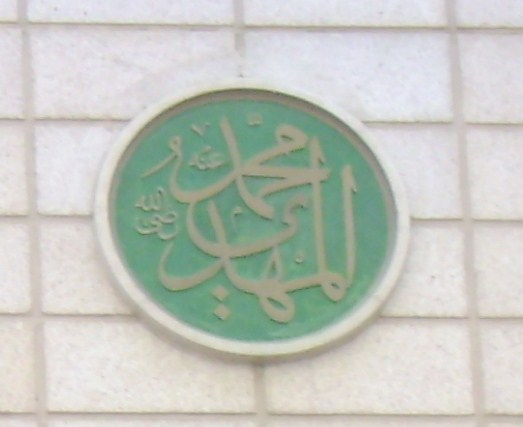
اسم الإمام المهدي في المسجد النبوي

على الرغم من أن المصادر الإسلامية تكاد تجمع على ظهوره إلا أنها تختلف على شخصيته. وأبرز هذه الاختلافات هو بين أكبر جماعتين بالإسلام وهما أهل السنّة والشيعة الاثنا عشرية، فيقول السنة بأن المهدي هو شخص اسمه يوافق اسم النبي محمد ﷺ (محمد بن عبد الله) وسيولد كأي إنسان عادي ليكون هو المهدي، بينما يعتقد الشيعة الاثنا عشرية بأن المهدي هو من أهل بيت رسول الله من ولد فاطمة الزهراء بنت محمد وأن اسمه محمد بن الحسن المولود عام 255 هـ وقد أعطاه الله طول العمر فهو حي منذ ذاك الحين لكنه مُختفٍ عن الأنظار ولن يظهر إلا في آخر الزمان ليُعلِن دولته.

## المهدي عند السنة
في آخر الزمان يخرج رجل من أهل البيت ينصر الدين واسمه محمد بن عبد الله الحَسَني القرشي من ذرية الحسن بن علي بن أبي طالب يملك سبع سنوات ويملأ الأرض عدلًا كما ملئت جورًا وظلمًا وتنعم الأمة في عهده نعمة لم تنعمها قط وتخرج الأرض نباتها وتمطر السماء مطرها ويُعطى المال بغير عدد. قال ابن كثير: «في زمانه تكون الثمار كثيرة والزروع غزيرة والمال وافر والسلطان قاهر والدين قائم والعدو راغم والخير في أيامه دائم.»

### أحاديث في الإمام المهدي عند أهل السنة
- لم ترد أحاديث للمهدي في صحيح البخاري وصحيح مسلم مفصلة، بل جاءت أحاديث يمكن اعتبارها أحاديث مجملة يحتمل أنها عن المهدي كما في هذا الحديث من الصحيحين:
أنه عن أبي هريرة قال رسول الله ﷺ:
«كيف أنتم إذا نزل ابن مريم فيكم وإمامكم منكم» (الصحيحين).
- وقد خرٍّج أحاديث المهدي جماعة من أئمة الحديث منهم أبو داود والترمذي وابن ماجة والبزار والحاكم والطبراني وأبو يعلى الموصلى، وأسندوها إلى جماعة من الصحابة مثل علي بن أبي طالب وابن عباس وابن عمر وطلحة وعبد الله بن مسعود وأبي هريرة وأنس بن مالك وأبي سعيد الخدري وأم حبيبة وأم سلمة وثوبان وقرة بن إياس وعلي الهلالي وعبد الله بن الحارث بن جزء وإسناد أحاديثهم بين صحيح وحسن وضعيف.
- المهدي عند أهل السنة يعتقدون أنه يولد قبل توليه الحكم ببضع عقود (والعقد عشر سنين) بينما تعتقد الشيعة أن المهدي ولد منذ أكثر من ألف عام وأن أبوه الحسن العسكري عقَّ عنه بثلاثمائة عقيقة وهذه أحد الدلالات على ولادته ودلاله أخرى أن الأرض لا تخلو من حجة وتوجد الأدلة الكثيرة، أما عن غيبته، فكانت الخوف من القتل، لئلاّ يكون في عُنقه بيعة لظالم، الامتحان، تأديب الأمّة وتنبيهها إلى رعاية حقّ الإمام، والحكمة الإلهيّة.
- ويرى كثير من العلماء على أن أحاديث المهدي بلغت حد التواتر المعنوي، ومنهم القاضي العلامة محمد بن علي الشوكاني الذي يقول في التوضيح في تواتر ما جاء في المهدي المنتظر والدجال والمسيح: «والأحاديث الواردة في المهدي التي أمكن الوقوف عليها منها خمسون حديثاً في الصحيح والحسن والضعيف المنجبر وهي متواترة بلا شك ولا شبهة بل يصدق وصف التواتر على ما دونها على جميع الاصطلاحات المحررة في الأصول وأما الآثار عن الصحابة المصرحة بالمهدي فهي كثيرة أيضاً لها حكم الرفع إذ لا مجال للاجتهاد في مثل ذلك».
- عن أبو سعيد الخدري قال رسول الله ﷺ: «المهدي مني أجلى الجبهة أقنى الأنف يملأ الأرض قسطا وعدلا كما ملئت جورا وظلما يملك سبع سنين» سنن أبي داود.
- عن علي بن أبي طالب قال رسول الله ﷺ: «لو لم يبق من الدهر إلا يوم لبعث الله رجلا من أهل بيتي يملؤها عدلا كما ملئت جورا»، سنن أبي داود.[7]
- عن علقمة عن عبد الله بن مسعود قال: «بينما نحن عند رسول الله ﷺ، إذ أقبل فتية من بني هاشم فلما رآهم النبي اغرورقت عيناه وتغير لونه قال فقلت ما نزال نرى في وجهك شيئا نكرهه فقال إنا أهل بيت اختار الله لنا الآخرة على الدنيا وإن أهل بيتي سيلقون بعدي بلاء وتشريدا وتطريدا حتى يأتي قوم من قبل المشرق معهم رايات سود فيسألون الخير فلا يعطونه فيقاتلون فينصرون فيعطون ما سألوا فلا يقبلونه حتى يدفعوها إلى رجل من أهل بيتي فيملؤها قسطا كما ملئوها جورا فمن أدرك ذلك منكم فليأتهم ولو حبوا على الثلج»، سنن ابن ماجه وفي الزوائد: إسناده ضعيف لضعف يزيد بن أبي زياد الكوفي لكن لم ينفرد بزيد بن أبي زياد عن إبراهيم فقد رواه الحاكم في المستدرك من طريق عمر بن قيس عن الحكم عن إبراهيم.
- عن عبد الله بن مسعود، عن النبي محمد قال: «لا تذهب الدنيا حتى يملك العرب رجل من أهل بيتي يواطئ اسمه اسمي»، سنن الترمذي.[8]

### صفات المهدي من كتب السنة
- من الأحاديث

أصله من جهة أحد والديه على الأقل قرشي من عترة النبي ﷺ من ولد فاطمة، وهناك أيضاً من رجح أن يكون سلالة ابنها الحسن بن علي بناء على بعض الروايات والمرجحات.
وهناك من يقول بأنه أحد الخلفاء القرشيين الإثنا عشر الذي ذكرهم النبي  في حديث رواه البخاري وأنه سوف يأتي في آخر الأمة، اسمه يشابه ويواطئ اسم النبي وكذلك اسم أبيه، ويشبه النبي في الخُلـُق والخَلـْق، أجلى الجبهة أي منحسر الشعر عن جانبي جبهته، أقنى الأنف أي جميل الأنف وقيل بأن فيه طول ودقة في أرنبته مع حدب في وسطه فليس حاداً في قممه وليس أفطساً منبسط القمة،
لم يرد في أيِّ نص من النصوص حسب معتقد أهل السنة أن المسلمين متعبدين بانتظاره،
ولا يتوقف على خروجه أي شعيرة شرعية نقول إنها غائبة حتى يأتي الإمام المهدي،
فلا صلاة الجمعة، ولا الجماعة، ولا الجهاد، ولا تطبيق الحدود، ولا الأحكام، ولا شيء من ذلك مرهون بوجوده؛
بل المسلمون يعيشون حياتهم،
ويمارسون عباداتهم، وأعمالهم،
ويجاهدون، ويصلحون، ويتعلمون، ويُعلِّمون، فإذا وُجد هذا الإنسان الصالح، وظهرت أدلته القطعية - التي لا لَبْس فيها - اتّبعوه. وعلى هذا درج الصحابة والتابعون لهم بإحسان، وتتابع على هذا أئمة العلم على تعاقب العصور.
- من كتب السلف مثل كتاب القول المختصر في علامات المهدي المنتظر للحافظ الهيتمي، وكتاب الأربعون في المهدي للحافظ أبي نعيم الأصبهاني وكتاب العرف الوردي في أخبار المهدي لجلال الدين السيوطي:

أنه محمد أو أحمد بن عبد الله، وكنيته حسب إحدى الروايات هي أبو عبد الله، ليس هناك حديث صحيح يحدد عمره حين يتولى الحكم ولكن قيل بأنه سيكون ابن أربعين سنة. من الصفات التي وردت عنه في بعض الروايات المختلفة في درجات الصحة والضعف أن وجهه كوكب دري، أجلى الجبهة أقنى الأنف، أفرق الثنايا، أجلى الجبهة، ومن صفاته انفراج فخذيه، وتباعد ما بينهما، لونه لون عربي، عليه عباءتان قطوانيتان، يخرج وعلى رأسه غمامة فيها ملك مناد ينادي هذا المهدي خليفة الله فاتبعوه، يبايع بمكة، ثم يذهب إلى الشام وخراسان وغيرهما، ثم يكون مقره ببيت المقدس، يبايع بين الركن والمقام، وهو كاره، يأتي في الرايات السود القادمة من قبل المشرق كأن قلوبهم زبر الحديد، ويظهر عند انقطاع من الزمن، وظهور من الفتن، يكون عطاؤه هنيئا، يستخرج الكنوز، يرضى في خلافته أهل الأرض، وأهل السماء، والطير في الجو، يبعثه الله غياثا للناس، تنعم الأمة، وتعيش الماشية، وتخرج الأرض نباتها، ويعطى المال صحاحا يقوم بالدين آخر الزمان كما قام النبي، تجري الملاحم على يديه، يقاتل على السنة كما قاتل النبي على الوحي، ويفتح مدائن الشرك ويفتح القسطنطينية، وجبل الديلم، وينزل بيت المقدس، ويظهر الإسلام، يملا الأرض عدلا، يملك سبع سنين، ويملك الدنيا كما ملكها ذو القرنين وسليمان، ينزل المسيح عيسى بن مريم ويصلي خلفه صلاة الصبح.

### بيعته والتمكين له وعلامات ظهوره عند السنة
- حصار العراق والشام كما في الحديث الذي رواه مسلم: «يوشك أهل العراق أن لا يجبى إليهم قفيز ولا درهم قلنا من أين ذاك قال من قبل العجم يمنعون ذاك ثم قال يوشك أهل الشام أن لا يجبى إليهم دينار ولا مدي قلنا من أين ذاك قال من قبل الروم ثم سكت هنية ثم قال قال رسول الله يكون في آخر أمتي خليفة يحثي المال حثيا لا يعده عددا». وهو حديث صحيح عند مسلم برقم 2913.
- يبعث في الأمة على اختلاف من الناس وزلازل كما جاء في الحديث الذي اورده الذهبي وابن كثير: «أبشركم بالمهدي يبعث في أمتي على اختلاف من الناس وزلازل».[9]
- يخرج رجلان من بلاد ما وراء النهر (وهي أوزبكستان وما بعدها) أحدهما يقال له الحارث بن حراث والآخر على مقدمته ويقال له منصور فيمكنان ويوطئان لآل محمد كما فعلت قريش كما جاء في الحديث الذي أورده أبو داود في ضعيفه برقم 4290: «يخرج رجل من وراء النهر يقال له الحارث بن حراث على مقدمته رجل يقال له منصور يوطئ أو يمكن لآل محمد كما مكنت قريش لرسول الله وجب على كل مؤمن نصره أو قال إجابته».[10]

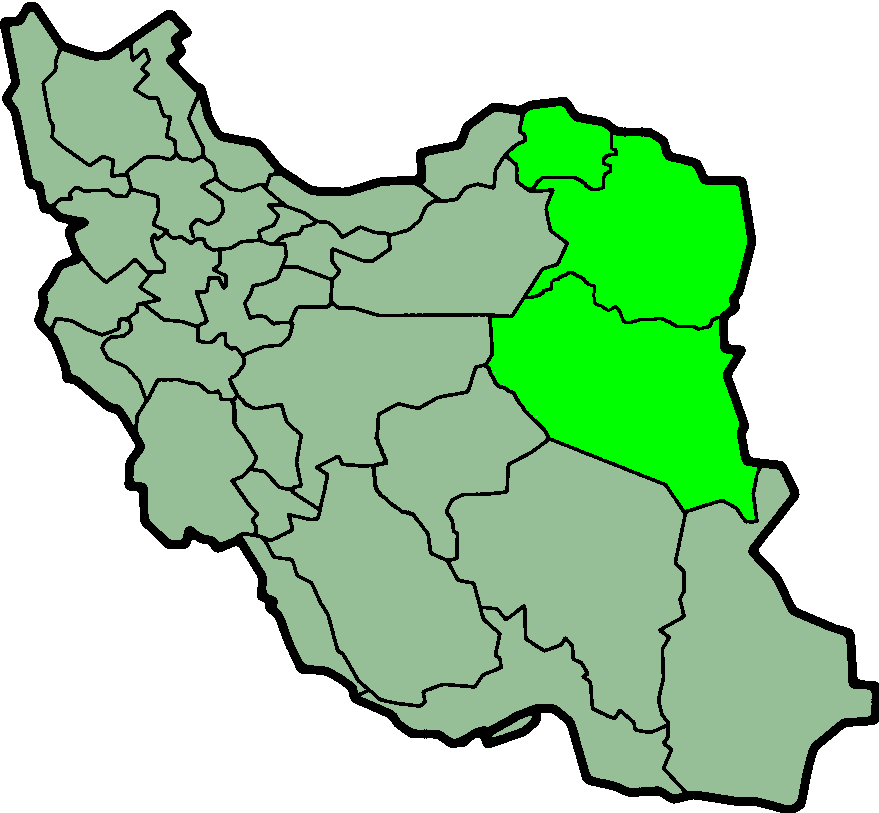
ورد في الأحاديث أن جيوش الرايات السود ستأتي من خراسان وبلاد المشرق وفيها خليفة الله المهدي ويظهر بأعلى جزء من إقليم خراسان الواقع في أفغانستان اليوم

- جيوش الرايات السوداء من قبل بلاد المشرق وخراسان كما في حديث ابن ماجة: «يقتتل عند كنزكم ثلاثة كلهم ابن خليفة ثم لا يصير إلى واحد منهم ثم تطلع الرايات السود من قبل المشرق فيقتلونكم قتلا لم يقتله قوم ثم ذكر شيئا لا أحفظه فقال فإذا رأيتموه فبايعوه ولو حبوا على الثلج فإنه خليفة الله المهدي»،[11] وكما في حديث ابن ماجة أيضا: «بينما نحن عند رسول الله إذ أقبل فتية من بني هاشم فلما رآهم النبي اغرورقت عيناه وتغير لونه قال فقلت ما نزال نرى في وجهك شيئا نكرهه فقال إنا أهل بيت اختار الله لنا الآخرة على الدنيا وإن أهل بيتي سيلقون بعدي بلاء وتشريدا وتطريدا حتى يأتي قوم من قبل المشرق معهم رايات سود فيسألون الخير فلا يعطونه فيقاتلون فينصرون فيعطون ما سألوا فلا يقبلونه حتى يدفعوها إلى رجل من أهل بيتي فيملؤها قسطا كما ملئوها جورا فمن أدرك ذلك منكم فليأتهم ولو حبوا على الثلج»، والحديث الذي رواه أحمد: «إذا رأيتم الرايات السود قد جاءت من خراسان فأتوها فإن فيها خليفة الله المهدي». رواه محمد بن ماجه برقم 817.

### عودة الخلافة قبل المهدي
والراجح ان بيعة هذا الحاكم الصالح بعد عودة الخلافة الإسلامية الراشدة واستدل بهذا ثلة من جمع العلماء والكثير من المعاصرين إلى أن الخلافة تكون قبل المهدي محمد بن عبد الله وتكون عاصمتها القدس فيظهر على اختلاف بين الناس بعد موت خليفة وقتال ثلاثة من الامراء فيبايع عن المقام في الحرم المكي ويقود المسلمين ويكون ظهوره رحمة من الله على يديه للامة بعد اختلاف بين الناس بعد موت خليفة وهذا دال على عودة الخلافة الراشدة قبل المهدي.
- معيد الخلافة كذلك هو خليفة مهدي يملئ الأرض عدلا ويكون حثو المال في عهده لم تشهد مثله الامة من قبل ولا من بعد فيغنى الناس في عهد هذا الخليفة ويحبه أهل الارض يقود المسلمين ويكون تحرير بيت المقدس على يديه. ويجلي اليهود من فلسطين إلى اصفهان ودليل ذلك على أن الدجال يخرج ومعه سبعون الفا من يهود أصفهان في إيران.
- ويكون هذا الامر بعد قيام الخلافة الراشدة ونزولها في بيت المقدس واعمارها لها على يد خليفة مسلم هو كذلك من أهل بيت النبي عادل يحكم الأرض ويقاتل اليهود ويكون تحرير بيت المقدس على يديه ويدفع أهل الارض الجزية صاغرين ويخضعون لحكمه ويكون حاكما على الأرض بالإسلام ويكون الناس خاضعين تحت حكمه ويحثي المال حثيا ولا يعده عدا بعد حصار الشام والعراق وكلا هذين الخليفتين من اهل البيت يظهران بغتة بين الناس في وقت لا يتوقعه ويعلمه احد.
فإن الأثر المشار إليه رواه الحاكم في المستدرك عن معاوية قال: ملك الأرض أربعة: سليمان بن داود وذو القرنين ورجل من أهل حلوان ورجل آخر، فقيل له الخضر؟ فقال: لا. سكت عنه الذهبي في التلخيص.
وأخرجه ابن الجوزي في تاريخه عن ابن عباس قال: قال رسول الله صلى الله عليه وسلم: «ملك الأرض أربعة: مؤمنان وكافران؛ فالمؤمنان: ذو القرنين وسليمان، والكافران: نمرود وبخت نصر، وسيملكها خامس من أهل بيتي».
وقال الطبري في التفسير: ملك الأرض مشرقها ومغربها أربعة نفر: مؤمنان وكافران، فالمؤمنان: سليمان بن داود وذو القرنين، والكافران: بختنصر ونمرود بن كنعان، لم يملكها غيرهم.
وفي مجموع الفتاوى قال ابن تيمية: قال مجاهد: ملك الأرض مؤمنان وكافران، فالمؤمنان: سليمان وذو القرنين، والكافران: بختنصر ونمرود، وسيملكها خامس من هذه الأمة.

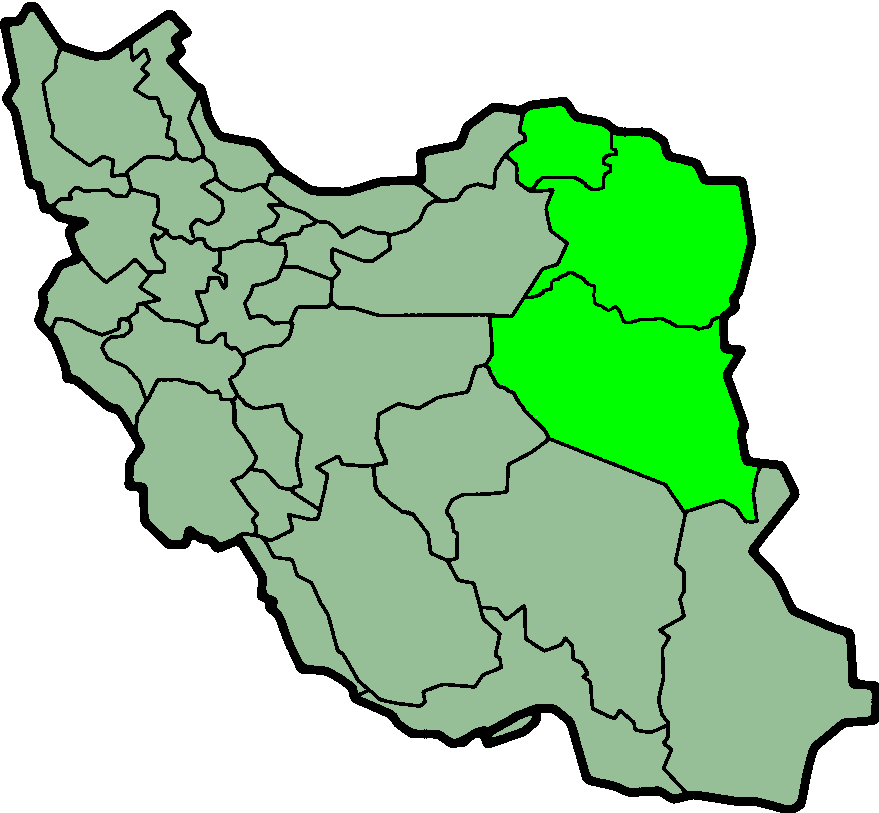
ورد في الأحاديث أن جيوش الرايات السود ستأتي من خراسان وبلاد المشرق وفيها خليفة الله المهدي ويظهر بأعلى جزء من إقليم خراسان الواقع في أفغانستان اليوم

- جيوش الرايات السوداء من قبل بلاد المشرق وخراسان كما في حديث ابن ماجة: «يقتتل عند كنزكم ثلاثة كلهم ابن خليفة ثم لا يصير إلى واحد منهم ثم تطلع الرايات السود من قبل المشرق فيقتلونكم قتلا لم يقتله قوم ثم ذكر شيئا لا أحفظه فقال فإذا رأيتموه فبايعوه ولو حبوا على الثلج فإنه خليفة الله المهدي»، وكما في حديث ابن ماجة أيضا: «بينما نحن عند رسول الله إذ أقبل فتية من بني هاشم فلما رآهم النبي اغرورقت عيناه وتغير لونه قال فقلت ما نزال نرى في وجهك شيئا نكرهه فقال إنا أهل بيت اختار الله لنا الآخرة على الدنيا وإن أهل بيتي سيلقون بعدي بلاء وتشريدا وتطريدا حتى يأتي قوم من قبل المشرق معهم رايات سود فيسألون الخير فلا يعطونه فيقاتلون فينصرون فيعطون ما سألوا فلا يقبلونه حتى يدفعوها إلى رجل من أهل بيتي فيملؤها قسطا كما ملئوها جورا فمن أدرك ذلك منكم فليأتهم ولو حبوا على الثلج»، والحديث الذي رواه أحمد: «إذا رأيتم الرايات السود قد جاءت من خراسان فأتوها فإن فيها خليفة الله المهدي». رواه محمد بن ماجه برقم 817.

ومنها ما رواه معاذ بن جبل –  - قال: قال رسول الله - ﷺ -: «عُمْرَانُ بَيْتِ الْمَقْدِسِ خَرَابُ يَثْرِبَ وَخَرَابُ يَثْرِبَ خُرُوجُ الْمَلْحَمَةِ وَخُرُوجُ الْمَلْحَمَةِ فَتْحُ قُسْطَنْطِينِيَّةَ وَفَتْحُ الْقُسْطَنْطِينِيَّةِ خُرُوجُ الدَّجَّالِ، ثم ضرب بيده على فخذ الذي حدثه أو منكبه ثم قال: إِنَّ هَذَا لَحَقٌّ كَمَا أَنَّكَ هَاهُنَا أَوْ كَمَا أَنَّكَ قَاعِدٌ يَعْنِي مُعَاذَ بْنَ جَبَلٍ» – رواه أبو داود في الملاحم -
حَدَّثَنَا عَبْدُ الرَّحْمَنِ بْنُ مَهْدِيٍّ، حَدَّثَنَا مُعَأوِيَةُ، عَنْ ضَمْرَةَ بْنِ حَبِيبٍ، أَنَّ ابْنَ زُغْبٍ الْإِيَادِيّ حَدَّثَهُ، قَالَ: «نَزَلَ عَلَيَّ عَبْدُ اللَّهِ بْنُ حَوَالَةَ الْأَزْدِيُّ، فَقَالَ لِي: وَإِنَّهُ لَنَازِلٌ عَلَيَّ فِي بَيْتِي بَعَثَنَا رَسُولُ اللَّهِ صَلَّى اللَّهُ عَلَيْهِ وَسَلَّمَ حَوْلَ الْمَدِينَةِ عَلَى أَقْدَامِنَا لِنَغْنَمَ، فَرَجَعْنَا وَلَمْ نَغْنَمْ شَيْئًا، وَعَرَفَ الْجَهْدَ فِي وُجُوهِنَا، فَقَامَ فِينَا، فَقَالَ: "اللَّهُمَّ لَا تَكِلْهُمْ إِلَيَّ فَأَضْعُفَ، وَلَا تَكِلْهُمْ إِلَى أَنْفُسِهِمْ فَيَعْجِزُوا عَنْهَا، وَلَا تَكِلْهُمْ إِلَى النَّاسِ فَيَسْتَأْثِرُوا عَلَيْهِمْ "، ثُمَّ قَالَ: "لَيُفْتَحَنَّ لَكُمْ الشَّامُ، وَالرُّومُ، وَفَارِسُ، أَوْ الرُّومُ، وَفَارِسُ حَتَّى يَكُونَ لِأَحَدِكُمْ مِنَ الْإِبِلِ كَذَا وَكَذَا، وَمِنْ الْبَقَرِ كَذَا وَكَذَا، وَمِنْ الْغَنَمِ، حَتَّى يُعْطَى أَحَدُهُمْ مِائَةَ دِينَارٍ فَيَسْخَطَهَا "، ثُمَّ وَضَعَ يَدَهُ عَلَى رَأْسِي أَوْ هَامَتِي، فَقَالَ: "يَا ابْنَ حَوَالَةَ، إِذَا رَأَيْتَ الْخِلَافَةَ قَدْ نَزَلَتْ الْأَرْضَ الْمُقَدَّسَةَ، فَقَدْ دَنَتْ الزَّلَازِلُ وَالْبَلَايَا وَالْأُمُورُ الْعِظَامُ، وَالسَّاعَةُ يَوْمَئِذٍ أَقْرَبُ إِلَى النَّاسِ مِنْ يَدَيَّ هَذِهِ مِنْ رَأْسِكَ "». رواه مسلم في صحيحه.
حَدَّثَنَا زُهَيْرُ بْنُ حَرْبٍ، وَعَلِيُّ بْنُ حُجْرٍ، وَاللَّفْظُ لِزُهَيْرٍ، قَالَا: حَدَّثَنَا إِسْمَاعِيلُ بْنُ إِبْرَاهِيمَ، «عَنْ الْجُرَيْرِيِّ، عَنْ أَبِي نَضْرَةَ، قَالَ: كُنَّا عِنْدَ جَابِرِ بْنِ عَبْدِ اللَّهِ، فَقَالَ: يُوشِكُ أَهْلُ الْعِرَاقِ أَنْ لَا يُجْبَى إِلَيْهِمْ قَفِيزٌ وَلَا دِرْهَمٌ، قُلْنَا: مِنْ أَيْنَ ذَاكَ ؟ قَالَ: مِنْ قِبَلِ الْعَجَمِ يَمْنَعُونَ ذَاكَ، ثُمَّ قَالَ: يُوشِكُ أَهْلُ الشَّأْمِ أَنْ لَا يُجْبَى إِلَيْهِمْ دِينَارٌ وَلَا مُدْيٌ، قُلْنَا: مِنْ أَيْنَ ذَاكَ ؟ قَالَ: مِنْ قِبَلِ الرُّومِ ثُمَّ سَكَتَ هُنَيَّةً، ثُمَّ قَالَ: قَالَ رَسُولُ اللَّهِ صَلَّى اللَّهُ عَلَيْهِ وَسَلَّمَ: "يَكُونُ فِي آخِرِ أُمَّتِي خَلِيفَةٌ يَحْثِي الْمَالَ حَثْيًا لَا يَعُدُّهُ عَدَدًا "، قَالَ: قُلْتُ لِأَبِي نَضْرَةَ، وَأَبِي الْعَلَاءِ: أَتَرَيَانِ أَنَّهُ عُمَرُ بْنُ عَبْدِ الْعَزِيزِ ؟، فَقَالَا: لَا»، وحَدَّثَنَا ابْنُ الْمُثَنَّى، حَدَّثَنَا عَبْدُ الْوَهَّابِ، حَدَّثَنَا سَعِيدٌ يَعْنِي الْجُرَيْرِيَّ بِهَذَا الْإِسْنَادِ نَحْوَهُ. رواه مسلم في صحيحه.

## المهدي عند الشيعة الإثني عشرية
يعتقد الشيعة الإثنا عشرية بأن محمد المهدي هو آخر أئمة إثنى عشر الذي تولى الإمامة بعد أبيه الحسن العسكري وقد ولد المهدي في 15 من شعبان عام 255 هجري أي 869 ميلادي في مدينة سامراء شمال العراق وأمه نرجس زوج الحسن العسكري.
له غيبتان الأولى هي الغيبة الصغرى وكانت مدتها 69 سنة، وبدأت عام 260 هـجري أمتدت حتى عام 329 هـجري وكان اتصال الشيعة به عن طريق سفرائه وهم:
- عثمان بن سعيد
- محمد بن عثمان
- الحسين بن روح
- علي بن محمد السمري

أما الغيبة الثانية فهي الغيبة الكبرى بدأت عام 329 هـجري، بعد وفاة آخر سفير من سفرائه وغيبته واحتجابه لأمر أراده الله، ويعتقد الشيعة أن مثل عمره وحياته كمثل عمر وحياة عيسى والخضر بإعجاز إلهي ومن علامات ظهوره آخر الزمان خروج الدجال، خروج السفياني، انتشار الجَور والظُلم في الأمة، وإقبال الرايات السود من قبل خراسان. وورد في بعض أحاديث الأئمة المذكورة في كتب الحديث مثل كتاب بحار الأنوار للعلامة المجلسي تكون عودة القائم أولا ثم تليها عودة الحسين ابن علي[بحاجة لمصدر] ويعتقدون بخروجه بين الركن والمقام في مكة ثم يبايعه الناس.
أن المهدي عند أحمد بن زين الدين الأحسائي والشيخية - وهي مدرسة كلامية إلى جانب الأصولية والأخبارية بين مدارس الشيعة الإثني عشرية - سيوجد بالولادة، وليس شخصًا مختفيًا عن الأنظار.

### علامات ظهور المهدي في أحاديث الشيعة
هناك خمس علامات لظهور محمد بن الحسن المهدي في العقيدة الشيعية، حسب الحديث المنسوب لجعفر الصادق أنه قال: قَبْلَ قِيامِ الْقَائِمِ خَمْسُ عَلَامَاتٍ مَحْتُومَاتٍ: اليماني والسفياني والصيحة وقتل النفس الزكية والخسف بالبيداء.
1. اليماني مُمهد لظهور محمد المهدي المنقذ النهائي للبشرية من وجهة نظر الشيعة والإمام الأخير من الأئمة الاثني عشر.
2. السفياني، وهو شخصية مستقبلية يرد ذكرها في كتب التراث الشيعي والسني على حد سواء، إلّا أن كتب الشيعة تنسبه إلى أبي سفيان على خلاف ما ورد في أحاديث كتب أهل السنة والجماعة، ويكون معاديًا للمهدي.
3. راية الخراساني، وهي راية ثانية للمهدي، ويسمى الخراساني نسية خراسان.
4. خسف البيداء.
5. قتل النفس الزكية، وهو قتل لشاب في مقتبل عمره بين الركن والمقام من نسل فاطمة الزهراء.

## المهدي عند الإسماعيلية
عند الشيعة الإسماعيلية، تطور مفهوم متميز للمهدي مع اختيار أئمة إسماعيليين يمثلون المهدي أو القائم في أوقات مختلفة. عندما توفي الإمام الشيعي السادس جعفر الصادق، اعتبر بعض أتباعه ابنه المتوفى إسماعيل بن جعفر هو الإمام مؤكداً أنه على قيد الحياة وسيعود بصفته المهدي. قبلت جماعة أخرى وفاته واعترفت بابنه محمد بن إسماعيل كإمام بدلاً من ذلك. عندما مات، أنكر أتباعه أيضًا وفاته واعتقدوا أنه آخر إمام والمهدي. بحلول منتصف القرن التاسع الميلادي، اندمجت الجماعات الإسماعيلية ذات المذاهب المختلفة في حركة موحدة تتمركز في السلمية في وسط سوريا، وكانت شبكة من النشطاء تعمل على جمع الأموال وتكديس الأسلحة من أجل عودة المهدي محمد ابن إسماعيل، الذي أطاح بالعباسيين وأقام خلافته الصالحة. كان للدعاية لعودة المهدي جاذبية خاصة للفلاحين والبدو والعديد من الشيعة الإثني عشرية الذين كانوا في حالة ارتباك وحيرة في أعقاب وفاة إمامهم الحادي عشر حسن العسكري، مما أدى إلى اعتناق كثير من الناس.
في عام 899، أعلن زعيم الحركة عبد الله بن الحسين نفسه المهدي. أدى ذلك إلى حدوث انقسام في المجتمع الإسماعيلي الموحد حيث لم يقبل جميع أتباع الحركة مزاعمه المهدي. أولئك في العراق والجزيرة العربية، المعروفين بالقرامطة على اسم زعيمهم حمدان قرمط، ما زالوا يعتقدون أن محمد بن إسماعيل هو المهدي المنتظر وندد بالمهدية القائمة على السلمية. في عقيدة القرامطة، كان على المهدي إلغاء الشريعة الإسلامية ( الشريعة ) وإيصال رسالة جديدة. في عام 931 ، أعلن زعيم القرامطة آنذاك أبو طاهر الجنابي اسم أسير فارسي أبو الفضل الأصفهاني بصفته المهدي المنتظر. واستمر المهدي في إدانة موسى وعيسى ومحمد ككاذبين ، وألغى الإسلام ، وأقام عبادة النار . اضطر أبو طاهر إلى عزله من دور المحتال وإعدامه. وفي الوقت نفسه، في سوريا، سيطر أنصار عبد الله المهدي على وسط سوريا عام 903 قبل أن يهزمهم العباسيون. ذهب الآن إلى شمال إفريقيا وأسس الخلافة الفاطمية في القيروان عام 909. لم تتحقق التوقعات المسيحية المرتبطة بالمهدي ، على عكس توقعات دعاة وأتباعه الذين توقعوا منه أن يفعل العجائب. لقد حاول التقليل من أهمية المسيحية وأكد أن الدعاية لعودة محمد بن إسماعيل كمهدي كانت مجرد خدعة لتجنب الاضطهاد العباسي وحماية أسلافه الحقيقيين. كان المهدي في الواقع لقبًا جماعيًا للأئمة الحقيقيين من ذرية جعفر الصادق. وصم فيما بعد باسم ابنه المهدي ، والذي كان اسمه كما كان متوقعًا من المهدي - محمد بن عبد الله. في النهاية أسقط الفاطميون الخطاب الألفي.

## المهدي عند الزيدية
يرفض الزيدية فكرة المهدي والامام الغائب، ويعتقدون انها عقيدة نصرانية-يهودية الايمان في المنقذ (المخلص/المسيح)
تسربت عن طريق النصارى المتحولون للإسلام في العراق، وانهم دسوا تلك الأحاديث كذباً على النبي محمد، فهي احاديث ضعيفة وموضوعة وركيكة اللغة، وتتوافق مع العقيدة اليهودية والنصرانية وهناك بعض من ظهروا باليمن وروجوا لاحاديث المهدي وادعوا المهداوية.
يختلف مفهوم الإمامة في الزيدية عن الإسماعيلية والاثني عشرية. الإمام الزيدي هو أي شخص محترم من نسل علي وفاطمة يدعي القيادة السياسية ويكافح من أجل اكتسابها. على هذا النحو، تفتقر عقيدة الإمامة الزيدية إلى الخصائص الأخروية ولا يوجد مخلص آخروي في الزيدية. تم تطبيق لقب المهدي على العديد من الأئمة الزيدية على مر القرون.

## المهدي عند الاباضية
يرفض الاباضية شخصية المهدي لأنها لم ترد في القرآن الكريم، ويرفض الإباضية جميع روايات الدجال ونزول عيسى والملاحم والفتن اخر الزمان التي وردت في بعض الأحاديث الضعيفة.

## المهدي عند الأحمدية

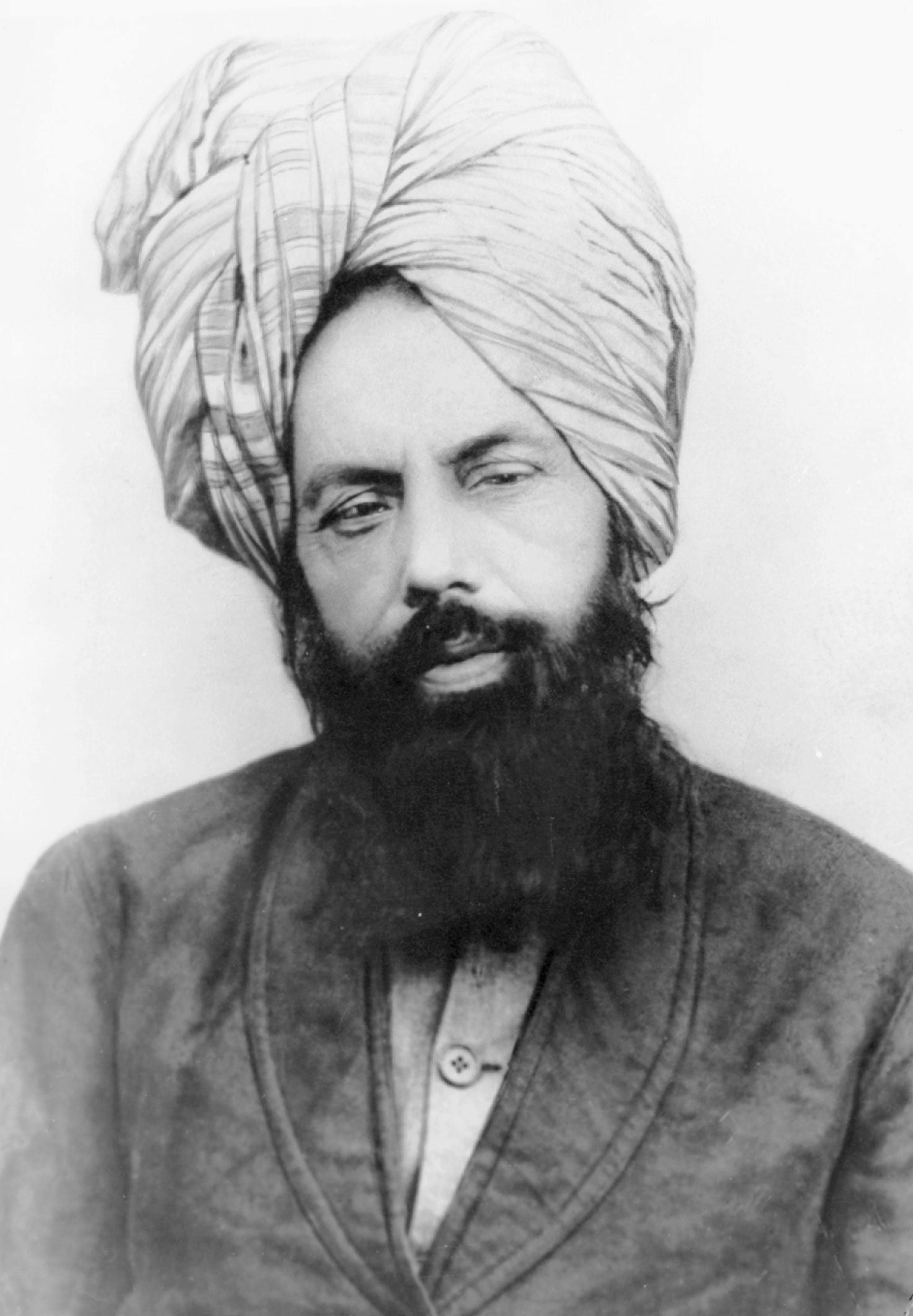
ميرزا غلام أحمد يُعد المهدي المنتظر عند الجماعة الأحمدية.

في العقيدة الأحمدية، تشير الشخصيات الأخروية المسيح والمهدي، في الواقع إلى نفس الشخص. تحققت هذه النبوءات في ميرزا غلام أحمد (1835-1908)، مؤسس الحركة. يعتبر المهدي وظهور المسيح. ومع ذلك، فإن يسوع التاريخي في نظرهم، على الرغم من هروبه من الصلب، مات مع ذلك ولن يعود. بدلاً من ذلك، جعل الله ميرزا غلام أحمد مثل يسوع تمامًا في الشخصية والصفات. وبالمثل، فإن المهدي ليس شخصية مروعة لشن الجهاد العالمي وقهر العالم، ولكنه شخصية سلمية المجدد الذي ينشر الإسلام بـ "الآيات والحجج السماوية".

## أبرز مدّعي المهدية

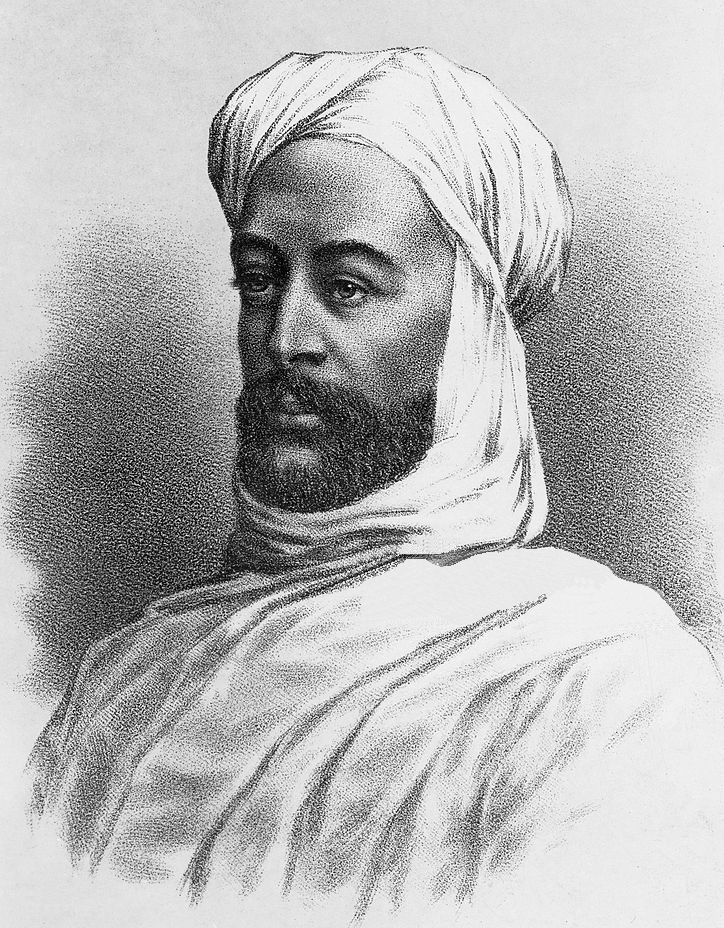
محمد احمد المهدي مؤسس الدولة المهدية في السودان.

محمد عبد الله القحطاني مدعي المهداوية في حادثة الإستيلاء علي الحرم المكي عام 1979.

- يرى بعض المؤرخين وينكر البعض أن ممن ادعى المهدية لمحمد بن الحنفية كان المختار الثقفي، والمختار كان في العراق والذين يدعون مهدية ابن الحنفية يسمَّون الكيسانيَّة ومنهم الشاعر المعروف بكثير عزة.
- دعوى انتظار إسماعيل بن جعفر، وهم بعض من الإسماعيلية، وهم من فرق الباطنية، وبعد أن مات إسماعيل من غير ولد صار هناك من ينتظر محمد بن إسماعيل، وهؤلاء هم القرامطة الباطنيون.
- دعوى أبُو عبد الله مُحمد المِهْدِي فقد سماه أبوه أبو جعفر المنصور محمداً؛ ولقبه بالمهدي لأنه كان يواجه مشكلة المهدي من آل البيت، فاضطر أن يواجه الحرب بمثلها، وكان يقول - في مجالسه الخاصة -: والله لا مهدي آل البيت مهدي، ولا ولدي ـ أيضاً ـ مهدي؛ لكن نحن نقاوم هذا بهذا.
- محمد أحمد المهدي قائد الحركة المهدية التي لا تزال حزباً، جماعته قائمة في السودان إلى اليوم.
- سيد محمد جونبوري (الهند) - قرن التاسع الهجري - قام بدعوى في مكة المكرمة.[28]
- غلام أحمد القادياني (باكستـان) - مؤسس الجماعة الأحمدية القاديانية - قرن رابع العشر
- محمد بن تومرت (المغرب)- مؤسس الدولة الموحدية - القرن السادس الهجري / الثاني عشر الميلادي.
- دعوى محمد بن عبد الله القحطاني السعودي وهو واحد من جماعة جهيمان العتيبي الذين احتلوا الحرم المكي في الأول من محرم مع فجر القرن الخامس عشر الهجري.
- علي محمد رضا الشيرازي الملقب بالباب (20 أكتوبر، 1819 – 9 يوليو، 1850)

## المهدي لدى اليهود والنصارى
يؤمن اليهود بالمسيح/المشيح (المخلص) اخر الزمان وهو غير المخلص الذي يؤمن به المسيحيين وكذلك بعض طوائف المسلمين مثل الشيعة يؤمنون بالمهدي أو الإمام الغائب اخر الزمان وتتشابه فكرة المخلص-المسيح مع فكرة المهدي، بينما المسلمين يؤمنون ان محمد خاتم النبيين وان عيسى بن مريم رفع إلى السماء و يبعث من جديد أو يعود للأرض آخر الزمان، وان الاحاديث التي تناقض القران التي تتحدث عن الغاء الجزية وعوده المسيح والدجال والملاحم اخر الزمان والشجر الذي يتكلم هي احاديث ضعيفة ووضعها اشخاص ذوي خلفية مسيحية
يؤمن الكثير من المسيحيين البروتستانت السياسيين بضروره تجميع يهود العالم في الأراضي المقدسة للتعجيل بقدوم المسيح (المخلص) وحصول معركه أرمجدون اخر الزمان الفاصله بناءاً على ورد في الكتب اليهودية والمسيحية والاحاديث الضعيفة لدى المسلمين

## نقد فكرة المهدي المنتظر
يُنكر عدد من العلماء فكرة ظهور المهدي ويُعدون الروايات الواردة فيه باطلة ومن أبرزهم بن خلدون، ومحمد رشيد رضا، وشيخ الأزهر الأسبق محمود شلتوت، ومحمد الغزالي،
يري بن خلدون أن المهدي عقيدة شيعية دسها الرواة الشيعة في كتب الحديث فيقول «وخرج أبو داود في الباب عن على رضى الله عنه، من رواية فطر بن خليفة عن القاسم بن أبى مرة عن أبى الطفيل عن على عن النبى صلى الله عليه وسلم: "لو لم يبق من الدهر إلا يوم لبعث الله رجلا من أهل بيتى يملؤها عدلا، كما ملئت جورا"، وفطر بن خليفة وإن وثقه أحمد ويحيى بن القطان وابن معين والنسائى وغيرهم، إلا أن العجلى قال: حسن الحديث وفيه تشيع قليل، وقال ابن معين مرة: ثقة شيعى.
يخرج رجل من وراء النهر يقال له الحارث على مقدمته رجل يقال له منصور يوطئ أو يمكن لآل محمد كما مكنت قريش لرسول الله، وجب على كل مؤمن نصره أو قال إجابته"، وقال عنه هارون هو من ولد الشيعة، وقال السليمانى: فيه نظر، وقال أبو داود في عمر بن أبى قيس، - راوى الحديث-: لا  بأس به، في حديثه خطأ، وقال الذهبى: صدق له أوهام، وأما أبو إسحاق السبيعى وإن خرج عنه في الصحيحين فقد ثبت أنه اختلط آخر عمره، وروايته عن على منقطعة، وكذلك رواية أبى داود عن هارون بن المغيرة، وأما السند الثانى فأبو الحسن فيه وهلال بن عمر مجهولان، ولم يعرف أبو الحسن إلا من رواية مطرف بن طريف.»
ويقول الشيخ عبد الله بن زيد آل محمود «لا مهدي ينتظر بعد الرسول محمد خير البشر»،
ويقول الشيخ القرضاوي «ليس في البخاري ولا مسلم حديث واحد يدل علي قضية المهدي»، ويقول: «قضية المهدي كلها لا أصل لها في القرآن ولم يتحدث عنها بالعبارة أو الإشارة... وكذلك الصحيحان (البخاري ومسلم) لم يذكرا المهدي كذلك... ثم إن البحث في هذه الأحاديث المروية في هذا الشأن - في ضوء موازين الجرح والتعديل والتوثيق والتضعيف- يبين لنا أن هذه الأحاديث كلها لا تبلغ درجة الصحة التي يجب أن تتوافر ليُحتج بها في قضية مهمة كهذه».